# سکونت‌پذیری سامانه‌های کوتوله زرد

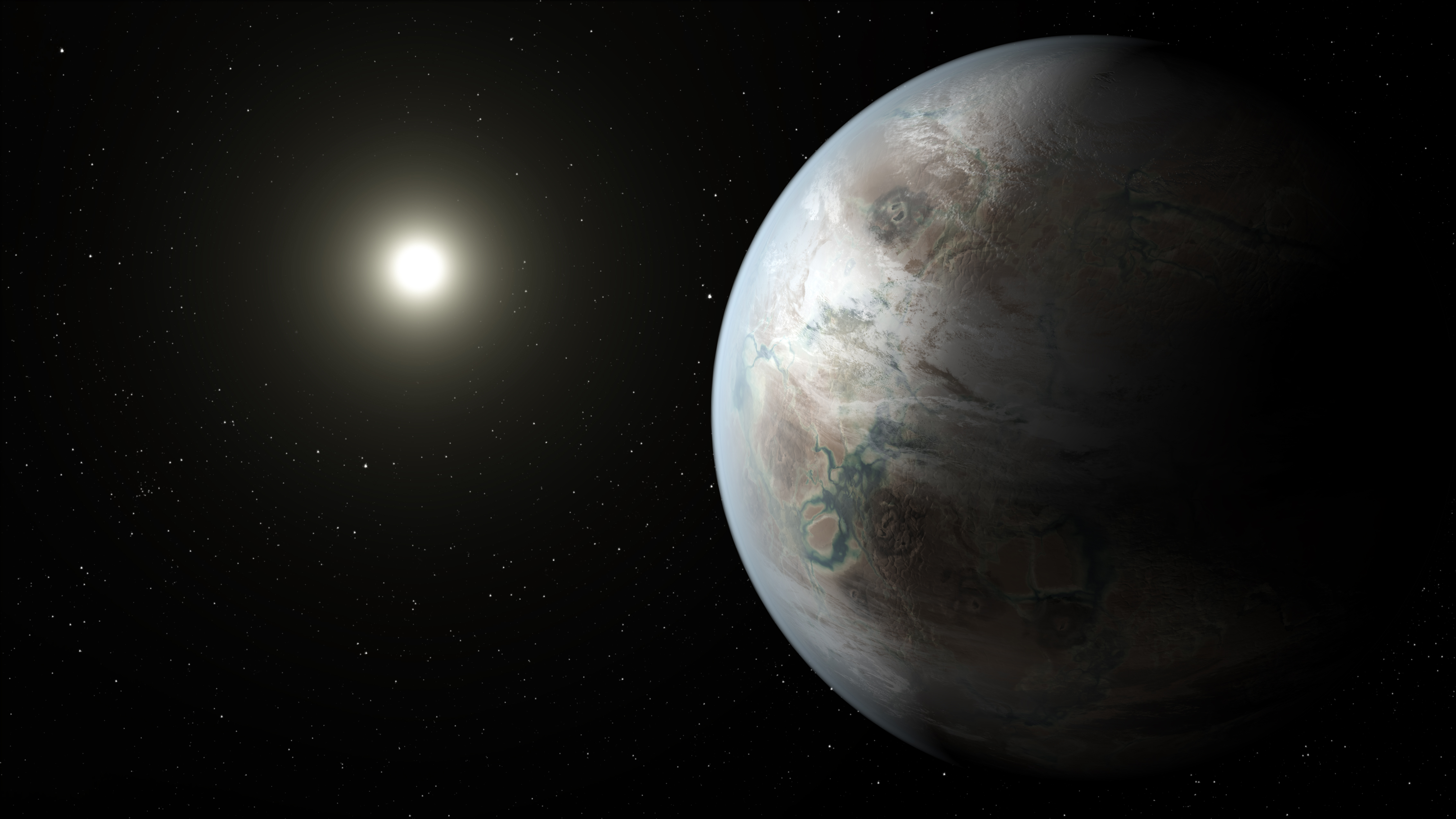
تصویری هنری از کپلر-۴۵۲بی، سیاره‌‌ی فراخورشیدی با زیست‌پذیری بالقوه و متعلق به کوتوله‌ای زرد.

سکونت‌پذیری سامانه‌های کوتوله زرد، مناسب بودن سیارات فراخورشیدی متعلق به ستاره‌های کوتوله زرد را برای زندگی تعریف می‌کند. این منظومه‌ها موضوع مطالعه جامعه علمی هستند، زیرا به همراه ستاره‌های نوع کی، مناسب‌ترین ستاره‌ها برای میزبانی جانداران هستند.
کوتوله‌های زرد از ستارگان نوع جی رشته اصلی تشکیل شده است که جرمی بین ۰٬۹ و ۱٬۱ M☉  و همانند خورشید دمای سطح بین ۵۰۰۰ تا ۶۰۰۰ کلوین دارند. آنها سومین دسته رایج در کهکشان راه شیری و تنها دسته‌ای هستند که کمربند حیات در آنها کاملاً با منطقه قابل سکونت فرابنفش تطابق دارد.

## همچنین ببینید
- اختر زیست شناسی
- منطقه قابل سکونت دور ستاره ای
- آنالوگ زمین
- سیاره ابرزیست‌پذیر
- قابلیت سکونت در ماهواره های طبیعی
- قابلیت سکونت سامانه‌های کوتوله قرمز
- زیست پذیری سیستم های ستاره ای دنباله اصلی نوع K
- فهرست سیارات فراخورشیدی بالقوه قابل سکونت